# Семёновский (Воронежская область)
Семёновский — посёлок в Эртильском районе Воронежской области России.
Входит в состав Буравцовского сельского поселения.

## География
В посёлке имеются две улицы — Луговая и Солнечная.

## Население
| 2000 | 2010 |
| ---- | ---- |
| 93   | ↘68  |